# Писаков Віктор Семенович
Віктор Семенович Писаков (нар. 22 березня 1952, Миколаїв, УРСР, СРСР) — радянський футболіст, захисник та півзахисник.

## Ігрова кар'єра
Вихованець ДЮСШ № 3 міста Миколаїв, першим тренером був Володимир Восковський.

1973 року разом з краснодарською командою «Кубань» став чемпіоном РСФСР.

В херсонському клубі «Кристал» відіграв 182 матчі, завдяки чому обіймає 10-11 місце (спільно з Олексієм Борщенко) в перелікові гравців з найбільшою кількістю матчів за історію клубу.

За команду рідного міста «Суднобудівник» дебютував у 28-річному віці. Протягом семи років провів за цей клуб 206 матчів та забив 38 голів. Разом з «корабелами» 1984 та 1985 років ставав бронзовим призером української зони другої ліги чемпіонату СРСР.

Основною позицією Віктора Писакова була центральний захисник, але він часто вдало підключався до атак, був виконавцем штрафних ударів. 1983 року став найкращим бомбардиром миколаївського «Суднобудівника» (13 голів).

Виступаючи за тульський клуб «Арсенал» обіймав капітанську посаду.
Статистика гравця
| Сезон | Клуб                     | Матчі | Голи |
| ----- | ------------------------ | ----- | ---- |
| 1973  | Кубань (Краснодар)       | 4     | 0    |
| 1974  | Кубань (Краснодар)       | 30    | 4    |
| 1975  | Кубань (Краснодар)       | 23    | 1    |
| 1976  | Кубань (Краснодар)       | 10    | 0    |
| 1977  | Кристал (Херсон)         | 28    | 3    |
| 1978  | Кристал (Херсон)         | 44    | 0    |
| 1979  | Кристал (Херсон)         | 43    | 0    |
| 1980  | Суднобудівник (Миколаїв) | ?     | 2    |
| 1981  | Суднобудівник (Миколаїв) | 38    | 11   |
| 1982  | Суднобудівник (Миколаїв) | 26    | 4    |
| 1983  | Суднобудівник (Миколаїв) | 42    | 13   |
| 1984  | Суднобудівник (Миколаїв) | 36    | 4    |
| 1985  | Суднобудівник (Миколаїв) | 40    | 2    |
| 1986  | Суднобудівник (Миколаїв) | 29    | 2    |
| 1987  | Кристал (Херсон)         | 11    | 0    |
| 1988  | Кристал (Херсон)         | 38    | 0    |
| 1989  | Кристал (Херсон)         | 18    | 0    |
| 1989  | Динамо (Махачкала)       | 16    | 0    |
| 1990  | Арсенал (Тула)           | 26    | 3    |
| 1991  | Полісся (Житомир)        | 6     | 0    |
| 1991  | Динамо (Гагра)           | 1     | 0    |

## Після завершення кар'єри
Працював тренером в ДЮСШ «Кристал» (Херсон), ДЮСШ № 5 Корабельного району Миколаєва, команді ветеранів футболу (35+) «Бастіон» (Миколаїв).

7 вересня 2008 року ветеранський клуб «Бастіон» під керівництвом Віктора Писакова здобув суперкубок серед ветеранських команд.